# 永熙 (晋)
永熙（えいき）は、西晋の元号。恵帝の治世に使われた。290年。

## 出来事
- 元年4月：武帝崩御に伴い改元された。

## 西暦との対照表
| 永熙 | 元年  |
| 西暦 | 290年 |
| 干支 | 庚戌  |